# Hrabstwo Adams (Ohio)

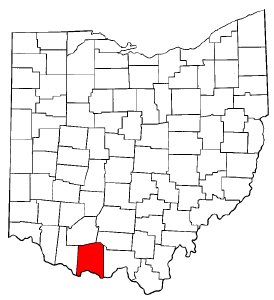
Hrabstwo na tle stanu Ohio

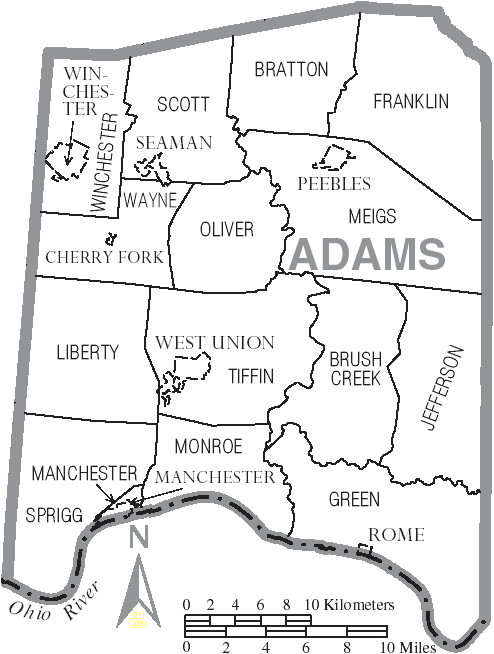

Hrabstwo Adams leży w amerykańskim stanie Ohio. Zostało nazwane na cześć Johna Adamsa. Jego stolicą jest West Union.
Powierzchnia – 1517 km²
Ląd – 1512 km²
Woda – 5 km²
Ludność – 27 330 osób
Gęstość zaludnienia – 18 os./km²

## Wioski
- Bentonville (CDP)
- Cherry Fork
- Manchester
- Peebles
- Rome
- Seaman
- West Union
- Winchester